# Roy Friedrich
Roy Friedrich (* 1. Februar 1988 in Karl-Marx-Stadt) ist ein deutscher Volleyballspieler.

## Karriere
Friedrich begann 1999 seine Volleyball-Karriere. Von 2005 bis 2007 wurde er beim VC Olympia Berlin ausgebildet. In dieser Zeit spielte er auch in der deutschen Nationalmannschaft der Junioren. Nach einer Saison bei den Netzhoppers Königs Wusterhausen wechselte er 2008 zum VC Leipzig. Obwohl Friedrich mit seiner persönlichen Statistik in jener Saison zu den besten Mittelblockern zählte, konnte er den Abstieg seines Vereins aus der Bundesliga nicht verhindern. Anschließend wechselte er zu Generali Haching und konnte gleich in seiner ersten Saison mit den Bayern den Sieg im DVV-Pokal und die Vizemeisterschaft feiern. 2011 und 2013 wiederholte Haching mit Friedrich den Pokalsieg sowie 2012 die Vizemeisterschaft. 2013 wechselte Friedrich zum Zweitligisten TSV Herrsching, mit dem er nach einem dritten Platz 2013/14 in der zweiten Bundesliga Süd ins deutsche Oberhaus aufstieg, wo er bis 2017 aktiv war. Danach wechselte er zum Zweitligisten Hypo Tirol Alpenvolleys Haching II. Nach der Auflösung der Alpenvolleys-Kooperation 2020 nahm Friedrichs Team als TSV Unterhaching den vakanten Bundesliga-Platz ein. 2021 beendete Friedrich seine Volleyballkarriere.